# Una vita spezzata
Una vita spezzata (The Last of Philip Banter) è un film del 1986 diretto da Hervé Hacuel.
Il film, un giallo a sfondo drammatico, è ispirato ad un racconto dello scrittore John Franklin, autore di opere da cui sono state estratte pellicole di maggior successo come Grano rosso sangue.

## Trama
Lo scrittore statunitense Philip Banter, sofferente di gravi problemi economici per una crisi di creatività, vive a Madrid con la moglie Elizabeth e sbarca il lunario lavorando per il ricco suocero Charles Foster. Questa situazione di precarietà trascina la coppia verso una profonda crisi coniugale che indurrà lo scrittore ad un forte esaurimento diventando vittima di terribili e inquietanti allucinazioni. Nonostante le preoccupazioni di sua moglie, che viene spinta dal padre ad abbandonare il marito perché ormai pazzo, lo scrittore non riesce ad uscire dal suo vortice di pazzia. Ad aggravare la situazione concorre l'entrata in scena di una giovane donna al soldo del suocero, di nome Brent Hollday, che ha il compito di sedurre lo scrittore per dividerlo definitivamente da sua moglie.
Nel frattempo, un antico spasimante di Elizabeth, Bobby Prescott, in combutta con il padre della donna, si fa avanti. Tutto ciò indurrà Philip Banter a rinchiudersi nel vizio dell'alcoolismo, mescolando così nei suoi deliri la realtà con l'immaginazione. Ormai disperata, sua moglie Elizabeth si decide a firmare una liberatoria, spinta dal padre, per l'internamento di suo marito in una clinica guidata da uno psichiatra amico di suo padre.
Una volta ricoverato, lo scrittore riesce tuttavia a fuggire e a scoprire che il suo ricovero, insieme a gran parte delle sue allucinazioni, sono frutto di un diabolico complotto ordito da suo suocero che, rivelando una mente da psicopatico, ha organizzato con i suoi complici un piano per farlo impazzire e diventare nuovamente la figura più importante per sua figlia. Sarà proprio insieme ad Elizabeth, venuta in possesso di documenti che provano l'esistenza del complotto, a difendere il marito e a scatenare un ultimo raptus di suo padre che, nel tentativo di rapirla, muore travolto da un vagone della metropolitana.